# 料理の「り」
料理の「り」（りょうりのり）は、スカイAで放送されている料理番組。

## 概要
料理初心者向けの料理番組。現在の放送時間は不定時であるが、日中の時間帯に週2回程度放送されている。現在の放送時間は30分間（もともとは3分番組であった）。講師は辻調理師専門学校の畑耕一郎が務める。

## 出演
- 水野麗奈
- 畑耕一郎